# Wreszcie płynę
Wreszcie płynę – tytuł trzeciego studyjnego albumu polskiego zespołu szantowego EKT Gdynia.
Nagrań dokonano w marcu 1998 roku w BCF Studio Bielsko-Biała, za realizację nagrań odpowiedzialny był Andrzej Raczkiewicz. Płyta, uważana za najlepszą w dorobku zespołu, zawiera w sobie 15 utworów wywodzących się z różnych gatunków muzycznych. Dominują szanty (w tym tradycyjne, znane od stuleci, np. piosenka 24 lutego) oraz piosenka turystyczna, odnaleźć można również wiele elementów bluesa.
W 2005 roku ukazała się reedycja albumu, wydana nakładem wydawnictwa Dalmafon.

## Lista utworów
1. "Życzenia powrotu" - 2:40
2. "Monotematyczna piosenka turystyczna" - 2:44
3. "Nie sprzedawajcie swych marzeń" - 4:08
4. "Żeglarski czardasz" - 3:39
5. "Wreszcie płynę" - 4:11
6. "Blues o tęsknocie" - 2:28
7. "Dwie drogi" - 2:46
8. "Po co mi to było" - 2:57
9. "Kubański szlak" - 3:00
10. "Spotkaj się z żaglem" - 4:03
11. "24 lutego" - 2:19
12. "Piję za rejs" - 3:31
13. "Niepoprawny gość" - 2:51
14. "Ballada o żeglarzu" - 4:14
15. "Początkującego żeglarza pieśń radosna" - 4:01

## Skład
- Jan Wydra - śpiew, gitara akustyczna
- Jacek Fimiak - perkusja
- Ireneusz Wójcicki - śpiew
- Krzysztof Szmigiero - gitara elektryczna

## Goście
- Krzysztof Jurkiewicz - śpiew
- Józef Kaniecki - skrzypce
- Marcin Sauter - gitara basowa
- Zdzisław Szczypka - harmonijka ustna

- Andrzej Raczkiewicz - realizacja dźwięku